# 韋斯珀鎮區 (堪薩斯州林肯縣)
韋斯珀鎮區（英語：Vesper Township）為美國堪薩斯州林肯縣轄下的鎮區。2010年美国人口普查中此鎮區人口有90人。

## 地理
韋斯珀鎮區涵蓋總面積為94.9平方（36.65平方英里），其中陸地面積為94.9平方（36.63平方英里），水域面積為0.052平方（0.02平方英里）或0.05%。海拔高度438（1,437英尺）。

## 人口統計
根據2010年美國人口普查，韋斯珀鎮區人口有90人，其中男性有50人，女性有40人，人口密度為每平方公里0.95人，住房計57戶。鎮區內的白人有89人，非裔美國人有0人，美洲原住民有0人，亞裔美國人有0人，太平洋島裔美國人有0人，其他種族有0人，混血種族則有1人。此外鎮區內有1人為西班牙裔或拉丁裔美國人。此鎮區之年齡中位數為51.7歲，而男性年齡中位數為51歲，女性年齡中位數為51.7歲。

## 交通

### 主要公路
- 18號堪薩斯州州道